# Park Narodowy Szumawa
Park narodowy Szumawa (cz. Národní park Šumava) – największy z czterech parków narodowych powołanych w Czechach. Obejmuje teren górski wzdłuż granicy z Austrią i Bawarią. 

## Historia powołania parku
Pierwsze koncepcje wielkoobszarowej ochrony czeskiej Szumawy wysunięto w ostatnich latach istnienia monarchii habsburskiej. W 1963 roku powołano do istnienia wzdłuż granicy obszar chronionego krajobrazu o powierzchni 1630 km². Obejmowała ona słabo zaludniony po wysiedleniu rdzennej ludności niemieckojęzycznej, silnie zalesiony i zmilitaryzowany pas wzdłuż żelaznej kurtyny, a więc o małej dostępności dla turystów. 
Po upadku reżimu komunistycznego rząd czechosłowacki podjął w 1991 roku decyzję o wydzieleniu parku narodowego z obszaru chronionego krajobrazu części terytorium o powierzchni 680,6 km². Jego celem jest ochrona wyjątkowo dobrze zachowanej w tej części Europy przyrody i rozwoju turystyki w niedoinwestowanym regionie. Wkrótce park rozpoczął współpracę z powołanym po drugiej stronie granicy Parkiem Narodowym Lasu Bawarskiego. Obszar chronionego krajobrazu stał się zaś otuliną parku.

## Przyroda parku
Naturalnymi zbiorowiskami leśnymi Szumawy są żyzne i kwaśne buczyny górskie oraz bory świerkowe. Do tego doliczają się torfowiska wysokie, gołoborza, zespoły nadwodne oraz zbiorowiska antropogeniczne, jak łąki górskie. Cechą charakterystyczną jest występowanie jezior polodowcowych powstałych w wyniku działalności niewielkich lodowców w plejstocenie. Na terenie parku spotkać można liczne gatunki zwierząt rzadko spotykane na terenie Czech, takie jak ryś, cietrzew, sokół wędrowny, bocian czarny, czy wilk. 

## Strefy ochronne
Park narodowy wyróżnia obecnie cztery strefy ochronne:
- strefa przyrody (zóna přírodní), będąca obszarem ochrony ścisłej pozbawionej jakiejkolwiek działalności ludzkiej o charakterze mającym cechy naturalne. Obejmuje ona 27,7% terytorium parku, czyli 189,5 km²;
- strefa zbliżona do naturalnej (zóna přírodě blízká), znajdująca się na obszarach przekształconych przez człowieka, które mają stopniowo wrócić do stanu naturalnego. Zajmuje 24,5% terytorium parku, czyli 168,2 km²;
- strefa skoncentrowanej troski o przyrodę (zóna soustředěné péče o přírodu), obejmująca obszary antropogeniczne których utrzymanie wymaga ochrony czynnej i zajmująca największą część parku;
- strefa krajobrazu kulturowego (zóna kulturní krajiny), obejmująca tereny użytkowane przez ludzi i zabudowane.

## Turystyka
Park uruchamia trzy centra turystyczne (návštěvnické centrum) oraz kilka sezonowych punktów informacyjnych, a także wybiegi dla zwierząt, wolierę sów, wieżę widokową na Poledniku. Przygotowano też liczne tablice informacyjne, ścieżki dydaktyczne. Na terenie parku i obszaru chronionego krajobrazu przygotowano kilkaset kilometrów znakowanych szlaków pieszych, rowerowych, kajakowych i narciarskich. 

## Galeria

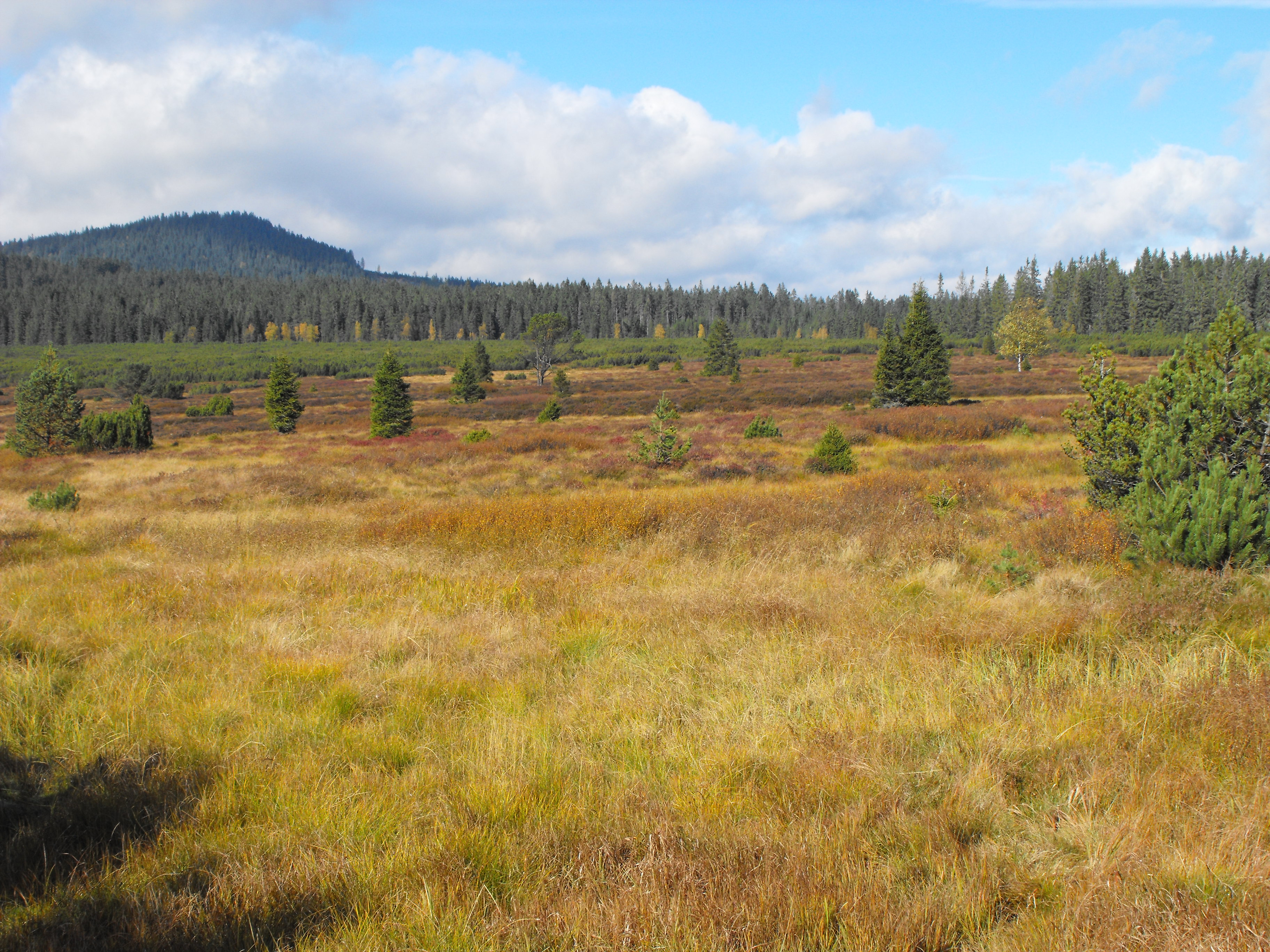
Torfowisko Jezerní slať
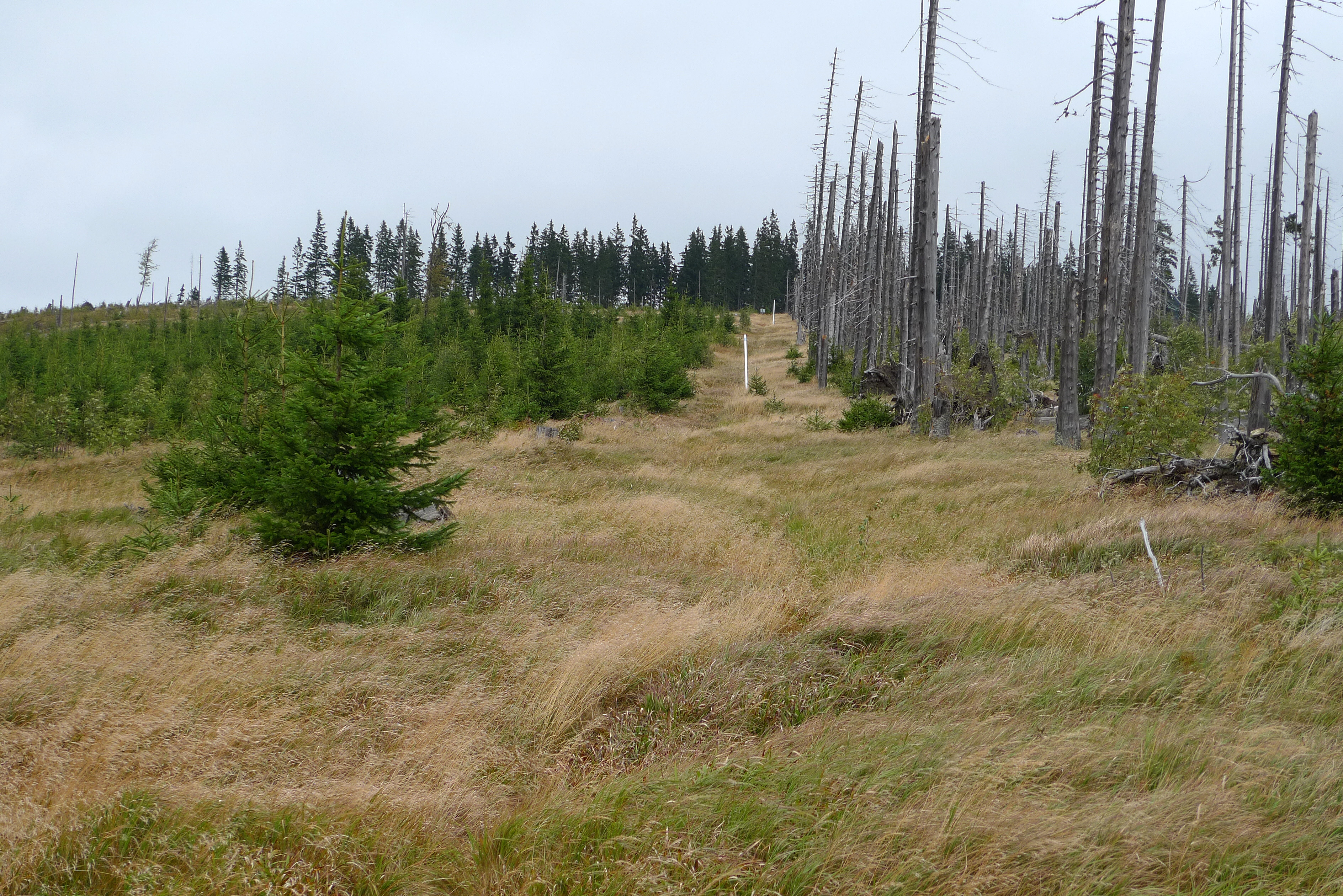
Las uszkodzony przez korniki
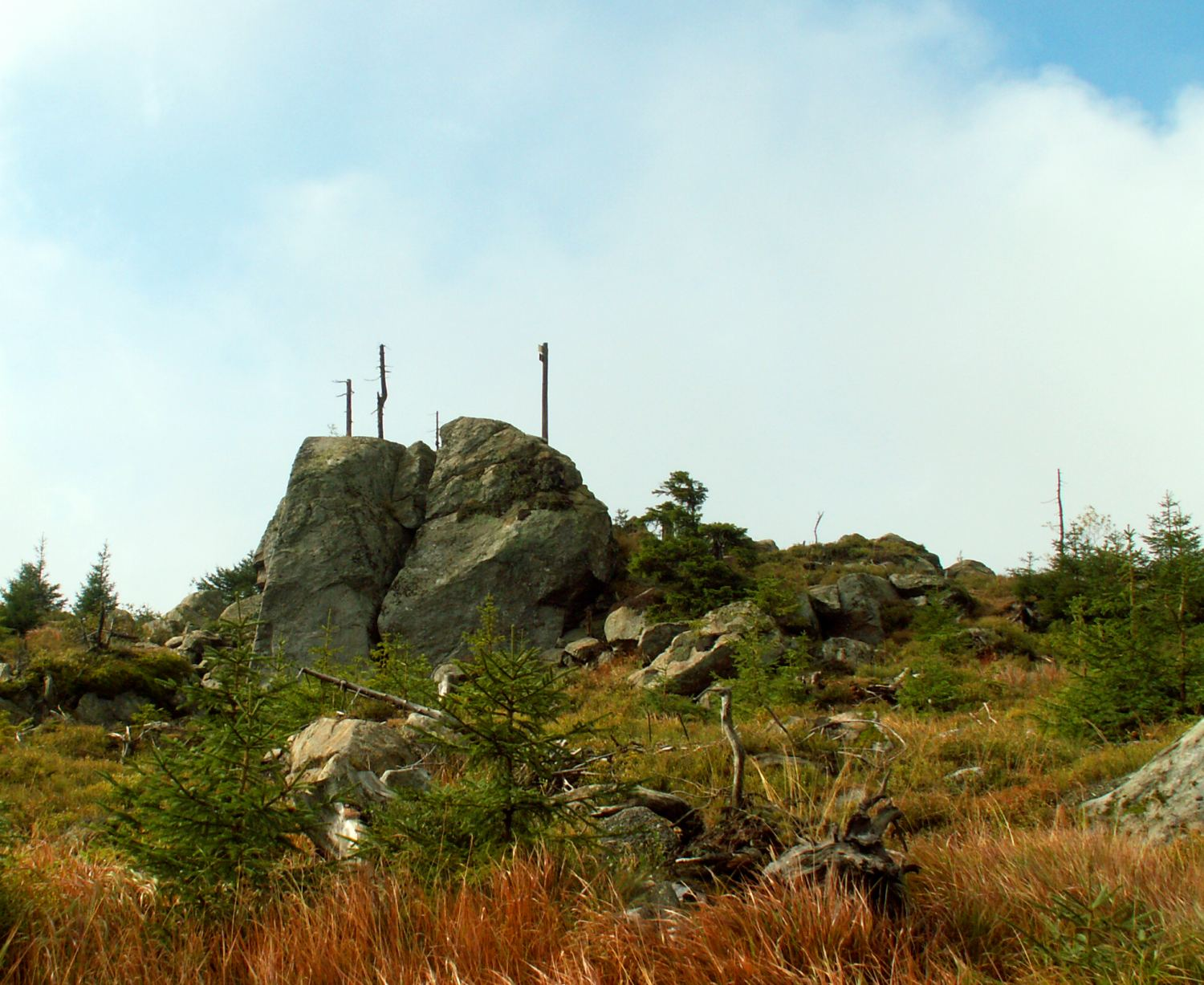
Góra Oblík
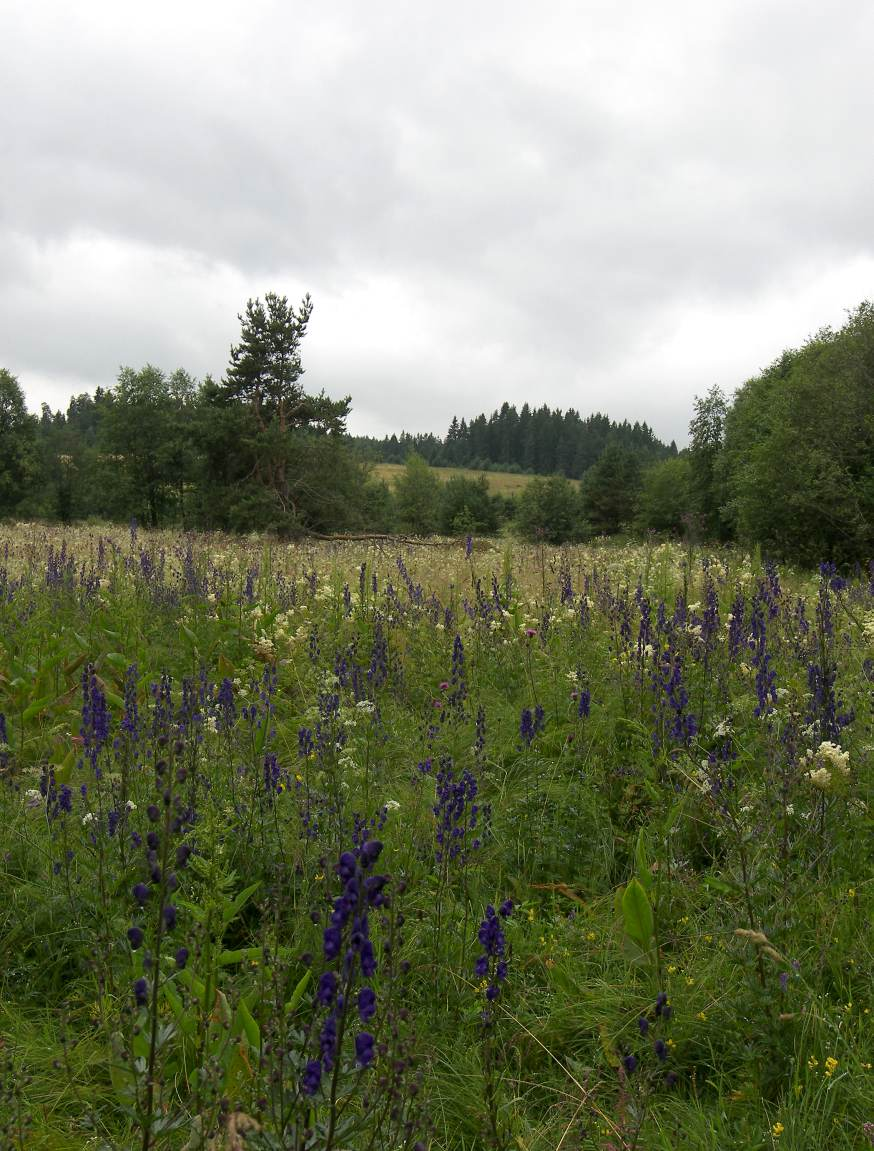
Górska łąka